# قلمرو ایماباری
قلمروی ایماباری (به ژاپنی: 今治藩 Imabari-han) یک ملک اربابی در دوره ادو و در ابتدا این دوره متعلق به خاندان تودو و سپس به خاندان ماتسودایرا بود.